# Chalcophora massiliensis
Chalcophora massiliensis es una especie de escarabajo del género Chalcophora, familia Buprestidae. Fue descrita científicamente por Villers en 1789.

## Distribución geográfica
Habita en la región paleártica.